# Elisabeth Förster-Nietzsche

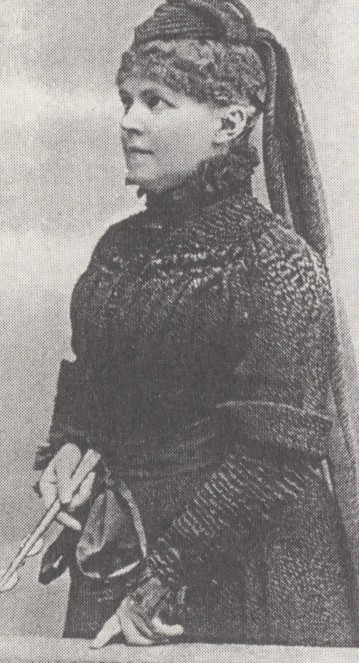
Elisabeth Förster-Nietzsche, etwa 1894

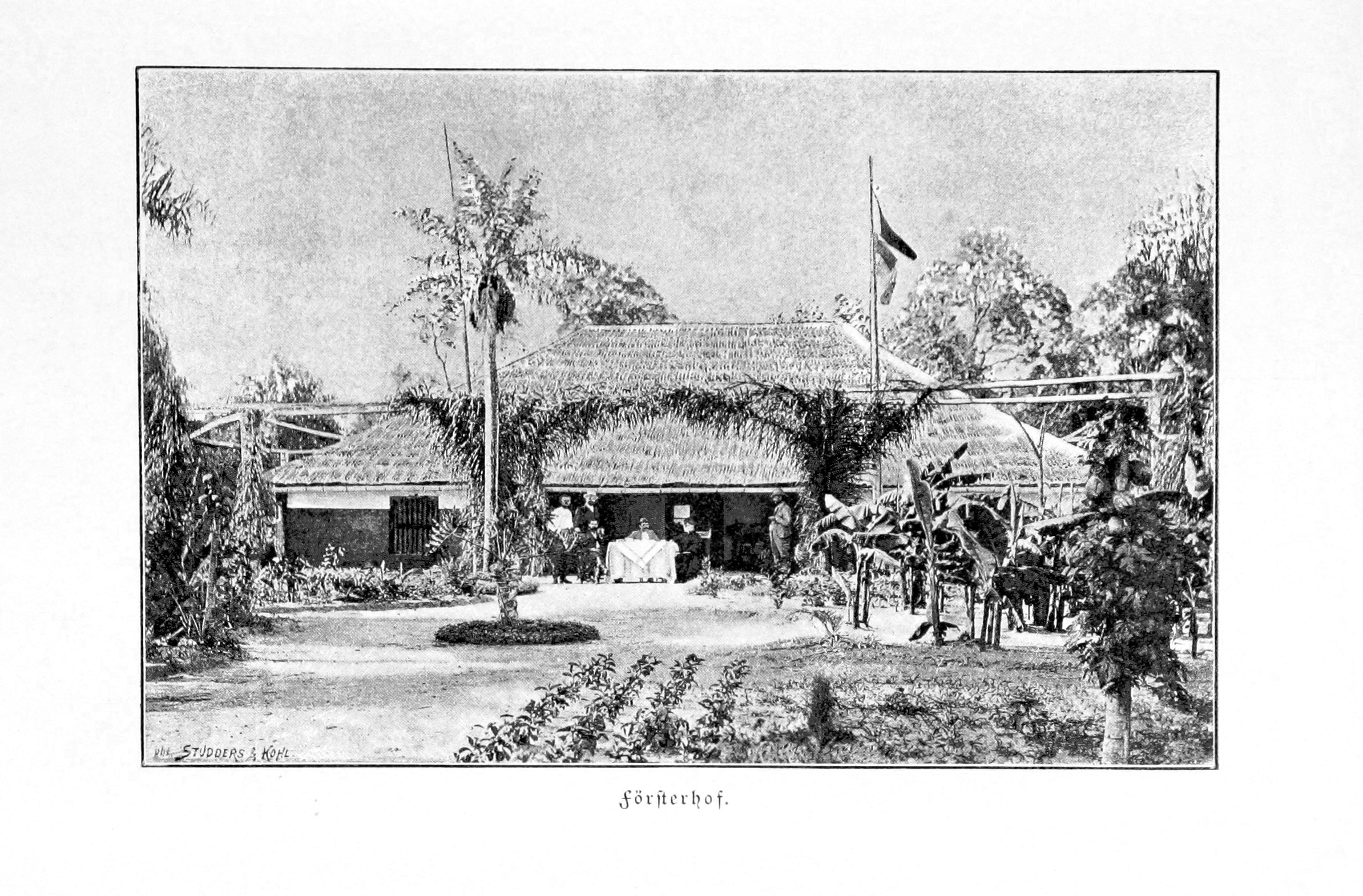
Försterhof in Siedlungskolonie Nueva Germania, Paraguay

Therese Elisabeth Alexandra Nietzsche (* 10. Juli 1846 in Röcken; † 8. November 1935 in Weimar), bekannt als Elisabeth Förster-Nietzsche, war die Schwester des Philosophen Friedrich Nietzsche. Als alleinige Nachlassverwalterin ihres Bruders und Gründerin und Leiterin des Weimarer „Nietzsche-Archivs“ nahm sie in der ersten Hälfte des 20. Jahrhunderts erheblichen Einfluss auf die Nietzsche-Rezeption in Deutschland.
Nach dem Zweiten Weltkrieg wurden ihre Fälschungen an Nietzsches Schriften und Briefen bekannt. Sie wird für bestimmte Deutungen der Philosophie ihres Bruders, besonders für die Nietzsche-Rezeption im Nationalsozialismus, verantwortlich gemacht und kritisiert. Das von ihr verbreitete Nietzsche-Bild kam jedoch dem damaligen Zeitgeist entgegen und wurde von zahlreichen Gelehrten und Literaten weitgehend geteilt.

## Leben

### Vor Friedrich Nietzsches geistiger Umnachtung
Friedrich Nietzsches zwei Jahre jüngere Schwester war – nach dem Tod des Vaters Carl Ludwig Nietzsche 1849 – zusammen mit der Mutter Franziska Nietzsche seine engste Bezugsperson. Das Verhältnis der beiden Geschwister war lange Zeit recht innig, wenn auch nicht frei von wiederholtem Streit und Versöhnung. Zeitweilig führte Elisabeth ihrem unverheirateten Bruder, der ihr den Spitznamen „das Lama“ gab, den Haushalt. Beider Verhältnis verschlechterte sich deutlich in den 1880er Jahren, unter anderem weil Elisabeth sich Bernhard Förster (1843–1889) anschloss, einem deutschnationalen Gymnasiallehrer, der wegen seiner rabiaten antisemitischen Agitation vom Schuldienst suspendiert worden war und daraufhin mit Gleichgesinnten in Paraguay die Siedlungskolonie Nueva Germania gründete. Elisabeth heiratete Bernhard am 22. Mai 1885 – der Geburtstag Richard Wagners wurde wohl absichtlich als Termin gewählt – und folgte ihm 1886 nach Paraguay, wo sie noch 1889 lebte, als Friedrich in Turin zusammenbrach.
Kurz vor seinem Zusammenbruch äußerte sich Friedrich Nietzsche in Briefen und in seiner Autobiographie Ecce homo äußerst abfällig über seine Schwester:
„Die Behandlung, die ich von Seiten meiner Mutter und meiner Schwester erfahre, bis auf diesen Augenblick, flösst mir ein unsägliches Grauen ein: hier arbeitet eine vollkommene Höllenmaschine, mit unfehlbarer Sicherheit über den Augenblick, wo man mich blutig verwunden kann – in meinen höchsten Augenblicken, … denn da fehlt mir jede Kraft, sich gegen giftiges Gewürm zu wehren.“
Viele frühere Briefe zeigen dagegen auch Liebe, Sorge und Zuneigung. Über das wechselhafte Verhältnis der Geschwister gibt es entsprechend bis heute unterschiedliche Ansichten. Recht übereinstimmend wird festgestellt, dass Elisabeth ihren Bruder persönlich bedingungslos bewunderte, aber wenig Kenntnis von seiner Philosophie hatte.

### Herausgeberin und Herrin des Nietzsche-Archivs
1893 kehrte Elisabeth Förster, inzwischen verwitwet (Förster hatte sich nach dem Scheitern seines Projekts das Leben genommen), aus Übersee zurück und stand vor der Aufgabe, sich eine eigene Existenz aufbauen zu müssen. Sie begann, sich die Kontrolle über Nietzsches Werk zu sichern, was ihr vollständig erst 1897 gelang, nach dem Tod ihrer Mutter. 1895 erhielt sie die amtliche Genehmigung, den Doppelnamen „Förster-Nietzsche“ zu tragen. Sie gründete das Nietzsche-Archiv, das zunächst in Naumburg und ab 1897 in der von Meta von Salis gestifteten „Villa Silberblick“ in Weimar untergebracht war. Im oberen Stockwerk des Hauses lebte der umnachtete Philosoph bis zu seinem Tod im Jahre 1900.
Sie war alleinige Besitzerin des Nietzsche-Archivs. Für archivalische Arbeit stellte sie fachkundige Mitarbeiter ein, so etwa Rudolf Steiner, der Erfahrungen aus dem Goethe-Archiv mitbrachte und in den 1890er Jahren noch ein begeisterter Nietzscheaner war, und Heinrich Köselitz (bekannt als Peter Gast), der über viele Jahre sozusagen Nietzsches Sekretär war und zur Entzifferung von dessen Handschrift unverzichtbar. Keiner der Mitarbeiter hatte freien Zugang zu dem gesamten Archiv, so dass Elisabeth Förster-Nietzsches später berüchtigte Fälschungen bis zu ihrem Tod 1935 unbemerkt blieben. Diese Fälschungen, die meist Äußerungen über sie in Briefen ihres Bruders betrafen, sollten ihr, einer Frau ohne akademische Ausbildung, als Legitimation zur Leitung des Archivs dienen. Bei Rudolf Steiner nahm sie auch für einige Zeit Privatstunden, um sich über die Philosophie ihres Bruders zu unterrichten.
Wenngleich Elisabeth Förster-Nietzsche als Archivleiterin in den folgenden Jahren zahlreiche Zwistigkeiten – mit Mitarbeitern, Verlegern, dem ihr nicht trauenden Nietzsche-Freund Franz Overbeck und anderen – hatte, gelang es ihr doch, eine Reihe angesehener Unterstützer des Archivs zu finden: etwa Harry Graf Kessler und den Stockholmer Bankier Ernest Thiel. Der berühmte belgische Architekt Henry van de Velde konnte für die repräsentative Umgestaltung der Villa Silberblick gewonnen werden. Diese wurde zu einer Pilgerstätte für Verehrer des Philosophen. Die Namen von Stefan George, Richard Dehmel, Thomas Mann, Gerhart Hauptmann und anderen Berühmtheiten findet man im Gästebuch des Nietzsche-Archivs.
Elisabeth Förster-Nietzsche kümmerte sich um die Herausgabe der Werke ihres in den 1890er Jahren schnell zu großem Ruhm gelangten Bruders, um die Archivierung und Erschließung der nachgelassenen Papiere und mit besonderem Nachdruck um den Erwerb der zahlreichen Briefe Nietzsches an Freunde und Bekannte. Ihrem jahrzehntelangen Sammeleifer ist zu verdanken, dass Nietzsche heute eine der Personen des 19. Jahrhunderts ist, zu deren Biographie die reichhaltigsten Materialien überliefert sind. Außerdem schrieb Elisabeth Förster-Nietzsche selbst eine Nietzsche-Biographie in mehreren Bänden.
Außer den genannten Brieffälschungen wird ihr heute vor allem die Herausgabe eines Buches, Der Wille zur Macht, zur Last gelegt. Sie hat es unter Mitarbeit von Peter Gast aus dem Nachlass Nietzsches zusammengestellt und als Nietzsches Hauptwerk ausgegeben: zunächst 1901, in stark erweiterter Fassung 1906. In dieser Kompilation wird oft die Ursache einer fehlgeleiteten Rezeption Nietzsches, vor allem durch Faschisten und Nationalsozialisten, gesehen. Für die nationalsozialistische Nietzsche-Vereinnahmung sind allerdings weitere Umstände entscheidend gewesen, hier ist unter anderem an Alfred Baeumlers Nietzsche-Deutung und seine den Willen zur Macht an politischer Tendenz noch übertreffende Auswahl Die Unschuld des Werdens zu denken.
Die akademische Philosophie zeigte erst nach etwa zehn Jahren ein oft noch zögerliches Interesse an Nietzsche. Renommierte Philosophen wie Hans Vaihinger, Alois Riehl, Bruno Bauch u. a. setzten sich für Nietzsche und das Nietzsche-Archiv ein, auch, trotz ihrer Umstrittenheit, für Elisabeth Förster-Nietzsche. Einige von ihnen schlugen sie sogar wegen ihrer Verdienste um das Lebenswerk Nietzsches für den Literatur-Nobelpreis vor. Nachdem dies nicht zum Erfolg geführt hatte, wurde ihr zu ihrem 75. Geburtstag im Jahr 1921 von der Universität Jena der Titel „Dr. phil. h.c.“ verliehen.
Elisabeth Förster-Nietzsche und ihr Nietzsche-Archiv wurden von Anfang an kritisiert. Sie wehrte sich dagegen mit zahlreichen Gerichtsprozessen, etwa gegen Carl Albrecht Bernoulli, und 1907 in einer Schrift Das Nietzsche-Archiv, seine Freunde und seine Feinde. Trotzdem gab es offenbar eine genügend tragfähige Schicht von national und völkisch gesinnten Bildungsbürgern, die ungeachtet ihrer Vergangenheit als Ehefrau des Bernhard Förster den von ihr begründeten Nietzsche-Kult zelebrierten. Mit der aufsteigenden NSDAP konnte sie sich auch unter dem Einfluss ihrer drei im Archiv tätigen Vettern Adalbert Oehler, Richard Oehler, Max Oehler leicht arrangieren, auch wenn sie vor allem Benito Mussolini bewunderte und sich selbst zumindest 1932 noch als „deutschnational“ gegen die Nationalsozialisten absetzte, wie Harry Graf Kessler notierte:
„Im Archiv ist alles vom Diener bis zum Major hinauf Nazi, nur sie selbst ist noch, wie sie sagt, deutschnational.“
Mit „Major“ ist Förster-Nietzsches Vetter Max Oehler gemeint, der die Archivleitung nach ihrem Tod übernahm und sich der herrschenden Politik noch stärker anpassen sollte. In den Jahren 1932 bis 1934 empfing Förster-Nietzsche mehrfach Adolf Hitler als Besucher im Nietzsche-Archiv. Die Nietzsche-Gedächtnisstätte hat hier ihren Anfang genommen.

### Spätere Beurteilungen
Schon vor Elisabeth Förster-Nietzsches Tod hatte Erich F. Podach 1930 mit der Publikation einer Reihe kritischer biographischer Untersuchungen begonnen, die den von ihr errichteten Nietzsche-Mythos nachhaltig zersetzen sollten. Zuvor hatte bereits Heinrich Rickert in Vorlesungen geäußert, „dass man Schwester eines Philosophen sein kann, ohne etwas von Philosophie zu verstehen“. Nach ihrem Tod 1935 blieb aufgrund des geistigen Klimas in der Zeit des Nationalsozialismus und dann wegen des Krieges eine kritische Nietzscheforschung in ihren Anfängen stecken (sogenannte Historisch-Kritische Ausgabe). Erst mit der Ausgabe Karl Schlechtas 1959 wurden die Eingriffe, Fälschungen und Zerstörungen Elisabeth Förster-Nietzsches an Werk, Briefen und Nachlass ihres Bruders einer breiten Öffentlichkeit bekannt. Seither wird sie in vielen Veröffentlichungen über Nietzsche und die Nietzsche-Rezeption sehr negativ dargestellt.
Im Jahr darauf wandte sich Podach gegen eine nun oft übertriebene Schuldzuweisung an Förster-Nietzsche und sah darin „die neueste Legende.“ Er warf den zahlreichen ehemaligen Unterstützern und Mitarbeitern des Archivs vor, damit von ihrem eigenen Versagen, ihrer Unfähigkeit oder sogar aktiver Mithilfe an der Verfälschung Nietzsches abzulenken. Gegen den dennoch anhaltenden Trend hat ihr Ernst Nolte 1990 „ganz überragend[e]“ Verdienste um Nietzsches Werk bescheinigt. David Marc Hoffmann gestand dies zwar nur bezüglich der Sammlung von Nietzsches Papieren zu, sah sich aber 1991 zur Erneuerung von Podachs Mahnung berechtigt:

„Bei der Verurteilung von Nietzsches Schwester wird gerne vergessen, […] daß Generationen von Philosophen, Philologen, Künstlern, Schriftstellern, Staatsmännern und Industriellen Frau Förster-Nietzsche, das Archiv und damit die Weimarer Tradition entscheidend ideell und materiell unterstützt haben.“

Dennoch scheint es nach wie vor so zu sein, dass man immer wieder, wie Klaus Goch 1998 schrieb, Elisabeth Förster-Nietzsche gern als das „Sündenlama“ hinstellt, das die Schuld an dem „ganzen historischen Elend einer fehlgelaufenen Nietzsche-Rezeption mit ihren faschistoiden Verzeichnungen“ allein zu tragen habe. Goch meint darüber hinaus in einem biographischen Porträt, das er für einen von der Feministin Luise F. Pusch herausgegebenen Band Schwestern berühmter Männer schrieb, dass wir von ihr vielleicht „ein neues, differenziertes Bild gewinnen, wenn wir fragen, unter welchen allgemeinen und besonderen Bedingungen Elisabeth als Frau in einer Gesellschaft der Männer ihr Leben zu gestalten hatte.“ Unter Vermeidung der bisher vorwiegend einseitigen Sichtweise auf die „Hexe“ und „Fälscherin“ versuchte Goch, „ein kritisch-angemessenes Porträt“ der Elisabeth Förster-Nietzsche zu zeichnen, „das ihre Stärken und Schwächen, ihre Leistungen und ihr Versagen anschaulich macht.“ Die Frauenrechtlerin Helene Stöcker, die sich um ein differenziertes Bild der Nietzsche-Schwester bemühte, sah diese zwar durchaus kritisch („dass ihr vieles Kleinliche, Konventionelle, Unreife anhaftete“), erklärte jedoch auch, man könne sich bei dem vehementen Unmut gegen Förster-Nietzsche "nicht des Verdachtes erwehren, dass, vielleicht unbewusst, auch ein wenig der Ärger die Feder führte, dass einem Menschen weiblichen Geschlechtes das Recht zu Entscheidungen und Bestimmungen verliehen worden war, das nach alter Auffassung nur Vertretern des männlichen Geschlechtes zugestanden hätte. Der Ärger, dass das Schicksal in diesem Falle zur Hüterin eines so bedeutenden Nachlasses eine Frau bestimmt hatte."
Kerstin Decker vermeidet in ihrer Biografie über Elisabeth Förster-Nietzsche die bis dato gängige Überzeichnung nur als Fälscherin der Texte ihres Bruders und als Parteigängerin der Rechten, sondern zeigt nach einem genauen Quellenstudium Förster-Nietzsche zunächst vor allem als Strategin mit eigenen Zielen. Für die Gründung des Nietzsche-Archivs spürte sie Briefe und andere Handschriften des Bruders auf, kaufte sie, teilweise auch unter Anwendung von Druck, an, sicherte und sichtete, was nur möglich war. Das sei ihre große Leistung, resümiert Decker, und niemand anders habe das erbringen können. Zu dem Bild dieser Frau gehört aber auch, dass sie eine unbestreitbare Nähe zu Adolf Hitler hatte, dem sie sogar den Spazierstock ihres Bruders schenkte. Aber es gilt auch festzuhalten, so Decker, dass sie das schauderhafte Frauenbild ihres Bruders widerlegt und sich in einer männerdominierten Wissenschaftswelt zu behaupten wusste.
In einer Besprechung der großangelegten politischen Nietzsche-Studie von Domenico Losurdo beginnt Kurt Flasch mit der Feststellung, dass Nietzsche viele „Sätze geschrieben habe, die auch seine Bewunderer entsetzlich nennen müssten, wenn sie an ihnen nicht konsequent vorbeiläsen.“ Diese extremen Aussagen Nietzsches (Lob der Sklaverei, Kampf gegen das Mitleid, Ausrottung der Minderwertigen u. a.) ließen sich, so Losurdo und Flasch, keineswegs, wie dies in der verbreiteten „Entschuldungsrhetorik“ üblich sei, „zu seiner Entlastung auf Nietzsches Schwester Elisabeth zurückführen“, denn sie stünden nicht in den von ihr teilweise verfälschten Nachlass-Schriften, sondern in den zu Lebzeiten Nietzsches publizierten Büchern. Diese Äußerungen Losurdos, Flaschs und anderer Autoren der letzten Zeit waren für Christian Niemeyer Zeichen einer Tendenz „in Richtung der Rehabilitierung Elisabeth Förster-Nietzsches“, der er „eine offenbar notwendige Rückerinnerung“ an deren Rolle als „Verfälscherin der Briefe und Werke ihres Bruders“ entgegensetzte. Darin unterstellt er, dass Losurdo und Flasch „völlig unkundig in Betreffs der meisten der im folgenden geschilderten Sachverhalte“ seien, geht aber nach minutiöser Darstellung der Fälschungen auf Flaschs (und Losurdos) Hauptargument nicht ein.

## Werke
- Das Leben Friedrich Nietzsches, 3 Bände, Bd. I: 1895, Bd. II/1: 1897, Bd. II/2: 1904.
- Das Nietzsche-Archiv, seine Freunde und seine Feinde, 1907.
- Das Leben Friedrich Nietzsches, 2 Bände, Bd. 1: Der junge Nietzsche, 1912; Bd. 2: Der einsame Nietzsche, 1914.
- Wagner und Nietzsche zur Zeit ihrer Freundschaft, München 1915.
- Nietzsche und sein Werk (gemeinsam mit Henri Lichtenberger), Dresden 1928.
- Friedrich Nietzsche und die Frauen seiner Zeit, 1935.
- Zahlreiche Zeitungsartikel und Einleitungen zu Nietzsches Werken, nachgewiesen bei Peters (1977 / 1983).
- Thomas Föhl (Hrsg.): Harry Graf Kessler und Elisabeth Förster-Nietzsche. Der Briefwechsel 1895–1935. 2 Bände. Weimarer Verlagsgesellschaft, Weimar 2013, ISBN 978-3-86539-694-5.